# Mulawicze (gromada)
Mulawicze – dawna gromada, czyli najmniejsza jednostka podziału terytorialnego Polskiej Rzeczypospolitej Ludowej w latach 1954–1972.
Gromady, z gromadzkimi radami narodowymi (GRN) jako organami władzy najniższego stopnia na wsi, funkcjonowały od reformy reorganizującej administrację wiejską przeprowadzonej jesienią 1954 do momentu ich zniesienia z dniem 1 stycznia 1973, tym samym wypierając organizację gminną w latach 1954–1972.
Gromadę Mulawicze z siedzibą GRN w Mulawiczach utworzono – jako jedną z 8759 gromad – w powiecie bielskim w woj. białostockim, na mocy uchwały nr 12/V WRN w Białymstoku z dnia 4 października 1954. W skład jednostki weszły obszary dotychczasowych gromad Mulawicze, Łapcie, Werpechy Nowe i Mieszuki ze zniesionej gminy Wyszki, obszary dotychczasowych gromad Husaki i Stołowacz ze zniesionej gminy Chraboły oraz obszar dotychczasowej gromady Stacewicze ze zniesionej gminy Augustowo w tymże powiecie. Dla gromady ustalono 16 członków gromadzkiej rady narodowej.
31 grudnia 1959 z gromady Mokre miały zostać wyłączone wieś Mieszuki i obszar lasów państwowych N-ctwa Pietkowo (oddział 100) a następnie włączone do gromady Wyszki; manewr ten nie został jednak zimplementowany lecz wznowiono go dwa lata później (patrz dalej).
Gromadę Mulawicze zniesiono 31 grudnia 1961, a jej obszar włączono do gromady Strabla, oprócz wsi Mieszuki i obszaru lasów państwowych N-ctwa Pietkowo (oddział 100), które włączono do gromady Wyszki.